# Poprád-Felka–Palocsa-vasútvonal
A Poprád-Palocsa vasútvonal (szlovákiai számozás szerint 185-ös vasútvonal) egy egyvágányú, villamosítatlan szlovákiai vasútvonal, amely Poprád és Palocsa településeket köti össze, majd egy deltavágányos kapcsolaton át Orló településen áthaladva keresztezi a lengyel határt Musznya felé.

## Története
A Kassa-Oderbergi Vasút építkezésével egyidejűleg kezdődtek meg a fővonalba becsatlakozó szárnyvonalak kivitelezési munkái. Az 1880-as években így kezdődött a Poprád-Késmárk-Szepesbéla vonal építése. A mindössze 13,2 kilométeres első szakasz Késmárkig épült ki, és már ezen négy nagyobb híd, és több helyen akár 7 méter magas töltés került kialakításra. Ez a szakasz 1889. december 18-án került átadásra. A folytatása Szepesbéláig csak 1892. június 6-án lett átadva.
A Poprád folyó völgyében továbbhaladva a vonalat előbb Podolinig építették meg, és sokáig ez volt a vonal végállomása is. Ugyan tervezték az összekötést az Eperjes-Palocsa vonallal, de erre csak fél évszázaddal később, már Csehszlovákia idején került csak sor. A Podolinig tartó szakasz szinte végig töltésen halad, és egy 30 méteres híddal keresztezi a Poprád folyót. Ez a szakasz 1893. december 10-én került átadásra.
Podolin és Orló között 1944-ben kezdték el az építkezést, de ez a második világháború miatt gyorsan abbamaradt. Később se nagyon igyekeztek a folytatással, így csak 1966. november 26-án készült el a közel 30 kilométer hosszú folytatás.
A vonalon viszonylag sűrű a forgalom, a legtöbb vonat Poprád és Ólubló között közlekedik, Ólublóról Kassa illetve Héthárs felé járnak vonatok. Egy nemzetközi gyorsvonat is jár erre, a lengyelországi Muszynáig.

### Tarpatak-Tátralomnic
A XIX. század végén kiépült szárnyvonal létrejöttét nagy rivalizálás előzte meg. Késmárk, a Magas-Tátra övezetének fontos gazdasági és kulturális központja egyre inkább kezdett lemaradni, köszönhetően a rossz döntéseknek, amik miatt kimaradt az infrastrukturális fejlesztésekből. Az akkor még kicsi és jelentéktelen Poprád úgy döntött, hogy Tátrafüred felé építtet egy vonalat, ami abban az időben már ismert üdülőtelepülés volt. A másik híres, államilag is támogatott szándékkal fejlesztendő Tátralomnic üdülőtelepülés egy másik irányból, Nagylomnic (Kakaslomnic) felől kapott volna a tervek szerint kapcsolatot, ami közelebb esett Késmárkhoz. Egy döntőbizottság szállt ki a helyszínre, és amíg a poprádi vasút építése csak ígéretet kapott a felépítésre, a tátralomnici vasút megkapta az engedélyt.
A közel 10 kilométer hosszú vonalszakasz gyorsan megépült, mert alig volt szükség földmunkákra. Az első vonat 1895. szeptember 1-jén érkezett Tátralomnicra, nem egészen fél évvel az építkezés megkezdése után. Eleinte csak szezonálisan, június 15. és szeptember 15. között jártak a vonatok, később a fejlődést követve már egész évben. 1911-ben közvetlen átszállási kapcsolatot kapott a tátrai villamosvasúttal.
Jelenleg a szakaszon viszonylag sűrű, kb. másfél óránkénti közlekedés van. A köztes megállókban kizárólag fel- és leszállási szándék jelzése esetén áll meg a vonat.

## Fordítás
Ez a szócikk részben vagy egészben  a(z)   Železničná trať Poprad-Tatry - Plaveč című szlovák Wikipédia-szócikk ezen változatának fordításán alapul.  Az eredeti cikk szerkesztőit annak laptörténete sorolja fel. Ez a jelzés csupán a megfogalmazás eredetét és a szerzői jogokat jelzi, nem szolgál a cikkben szereplő információk forrásmegjelöléseként.